# Eugene German
Eugene German (Gary (Indiana), 2 de diciembre de 1997) es un baloncestista estadounidense que actualmente juega en la plantilla del Fujian Sturgeons de la CBA china. Con 1,83 metros de estatura, juega en la posición de base.

## Trayectoria deportiva

### Universidad
Jugó cuatro temporadas con los Northern Illinois Huskies de la Universidad del Norte de Illinois desde 2016 a 2020, en las que promedió 17,6 puntos, 3,6 rebotes y 2,0 asistencias por partido. Fue incluido en el mejor quinteto de la Mid-American Conference en 2020, y en otras dos ocasiones en el segundo.

### Profesional
Tras no ser elegido en el Draft de la NBA de 2020, en marzo de 2021 firma por los Kokomo BobKats de la TBL (The Basketball League).
En verano de 2021, jugaría 3 partidos de la Liga de Verano de la NBA con los Denver Nuggets en Las Vegas.
El 9 de agosto de 2021, se compromete con el Ionikos Nikaias B.C. de la A1 Ethniki, para disputar la temporada 2021-22.